# Salwar kameez
Pour les articles homonymes, voir Salwa.

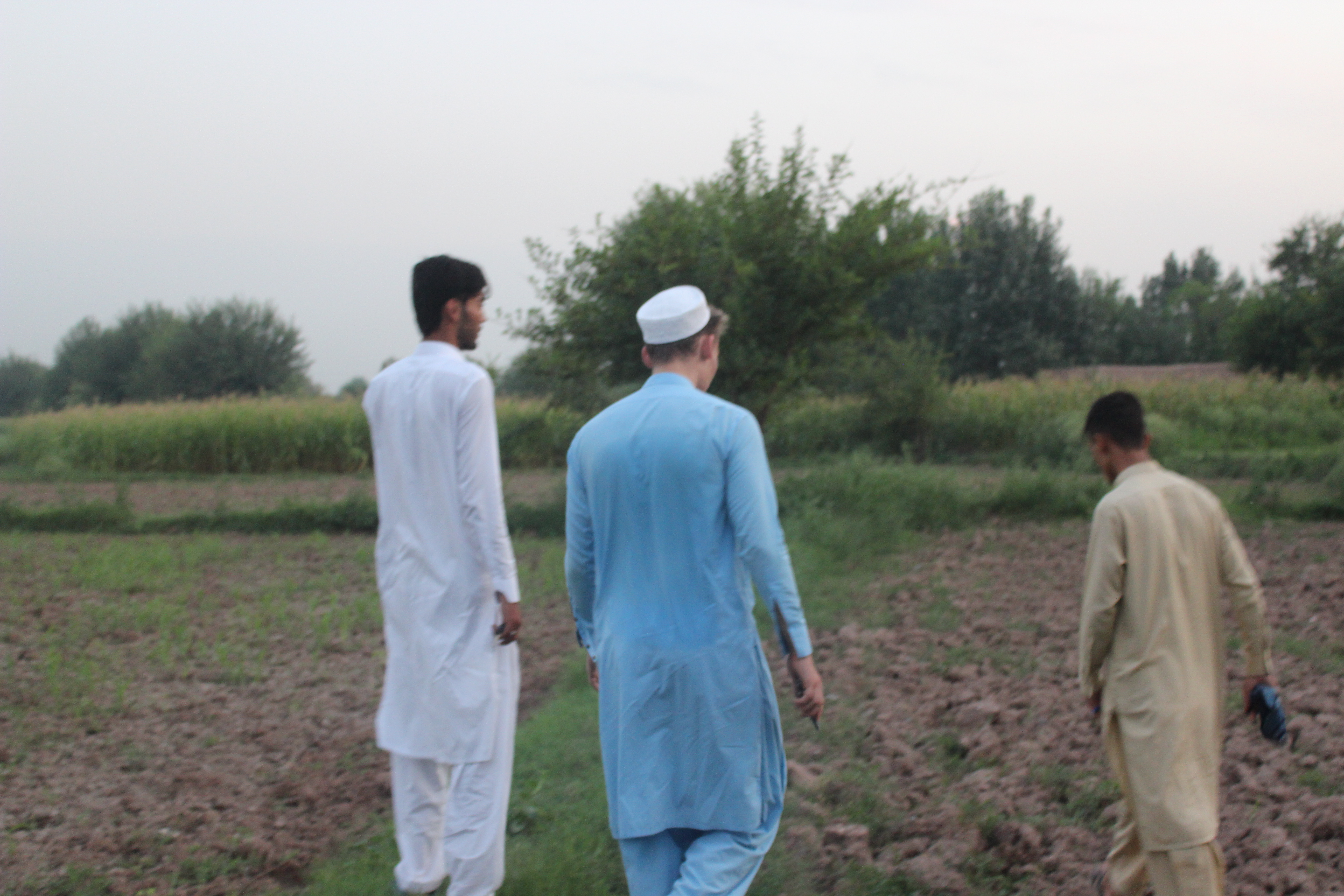
Trois hommes à Pakistan vêtus de Salwar Kameez traditionnel.

Le Salwar kameez (aussi écrit shalwar kameez, salwar kameej ou shalwar qameez) est un costume utilisé autant par les femmes que les hommes en Asie du Sud. C'est un costume unisexe similaire aux chemises et aux pantalons portés par les occidentaux. Il est traditionnellement porté en Afghanistan, Pakistan et dans le Nord de l’Inde. Le Salwar est un pantalon ample similaire à un pyjama. Les jambes sont souvent larges dans la partie supérieure, et étroites au niveau de la cheville, bien qu'il y ait beaucoup de styles de pantalons shalwar plus modernes, dont certains se rapprochent du jean. Le kameez est une chemise longue comme une tunique qui arrive à la moitié de la cuisse, bien que traditionnellement elle s'étendait jusqu'à la partie supérieure du genou. Les coutures latérales (dénommées chaak), se laissent ouvertes en dessous de la ceinture, donnant à la personne qui le porte une grande liberté de mouvement. Pour les femmes, le shalwar kameez se complète avec l'usage d'un dupatta (voile relâché) autour des épaules, tombant sur la poitrine.

## Description
Le shalwar se loge sur la ceinture et est soutenu par un cordon ou une bande élastique. Les pantalons peuvent être larges et amples ou plus étroits, et même faits d'étoffes coupées en biais.
Le kameez a plus souvent une coupe droite et plane ; les kamees anciens utilisent des coupes traditionnelles. Les kamees modernes possèdent des manches qui s'inspirent des vêtements européens. Le décolleté, les manches et le bord inférieur (daaman) sont souvent décorés avec de la broderie ou de la dentelle. 
Chez les femmes, la dupatta fait partie intégrante du shalwar kamees - un châle long autour du corps ou pour couvrir la tête dans les familles plus conservatrices. La mode du shalwar kamees a tourné autour des coupes et des longueurs du shalwar et des kamees et les styles d'impression avec la palette de couleurs du dupatta. La plupart des femmes en Afghanistan se sont vus obligées de cacher leurs visages, même en s'habillant avec un shalwar kamees, par les talibans.
En Grande-Bretagne, spécialement pendant les deux dernières décennies, le vêtement s'est transformé en vêtement de tous les jours porté par les immigrées du Sud de l'Asie.

## Étymologie et histoire

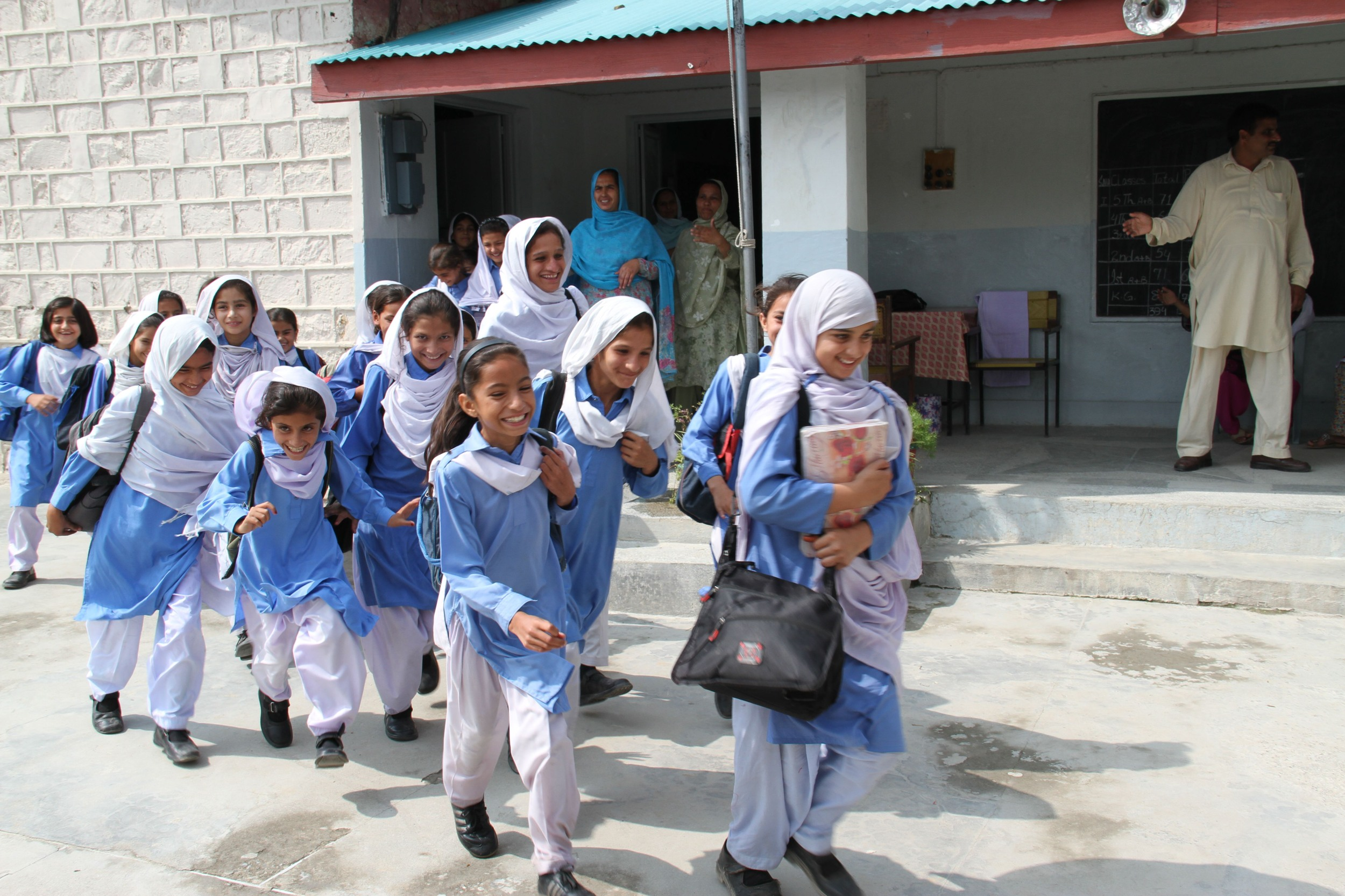
Écolières portant un salwar kameez à Abbottabad, au Pakistan.

Les pièces coupées comme le kameez traditionnel sont connues chez beaucoup de cultures ; selon Dorothy Burnham, du Musée royal de l'Ontario, la "chemise sans coutures", taillée d'une pièce, a été remplacée au début de l'époque romaine par le tissage du tissu sur des métiers verticaux et reconstruits soigneusement pour ne pas perdre le tissu. Les chemises de coton du Xe siècle récupérées dans le désert en Égypte possèdent une coupe similaire à celle du kameez traditionnel ou de la jellabah ou galabia contemporaine en Égypte.
Le salwar kameez remonte au XIIe siècle, à l'époque islamique ou iranienne, auquel a succédé l'empire mogol dans la région appelée Pendjab.
Les pantalons, ou shalawar, sont connus sous le nom de shalvaar qameez (شلوار قمیض) en Ourdu, salvaar ou shalvaar(शलवार क़मीज़) en Hindi, salvar (ਸਲਵਾਰ ਕ਼ਮੀਜ਼) en Panyabí, et salvaar ou shalvaar (શલવાર કમીઝ) en Guyaratí. Le mot provient du persan:شلوار, qui signifie pantalons.
La chemise, kameez ou qamiz, prend son nom de l'arabe qamis. Il y a deux hypothèses principales sur l'origine du mot arabe à savoir:
1. Le qamis arabe dérive du latin camisia (chemise), qui à son tour provient de l'idiome proto-indoeuropéen kem ('cape')[3],[4].
2. La camisia du latin médiéval est un terme pris du kamision grec, de “qmṣ”, représenté par l'ougaritique qmṣ (‘pièce’) et l'arabe qamīṣ (‘chemise’).